# فيات باندا

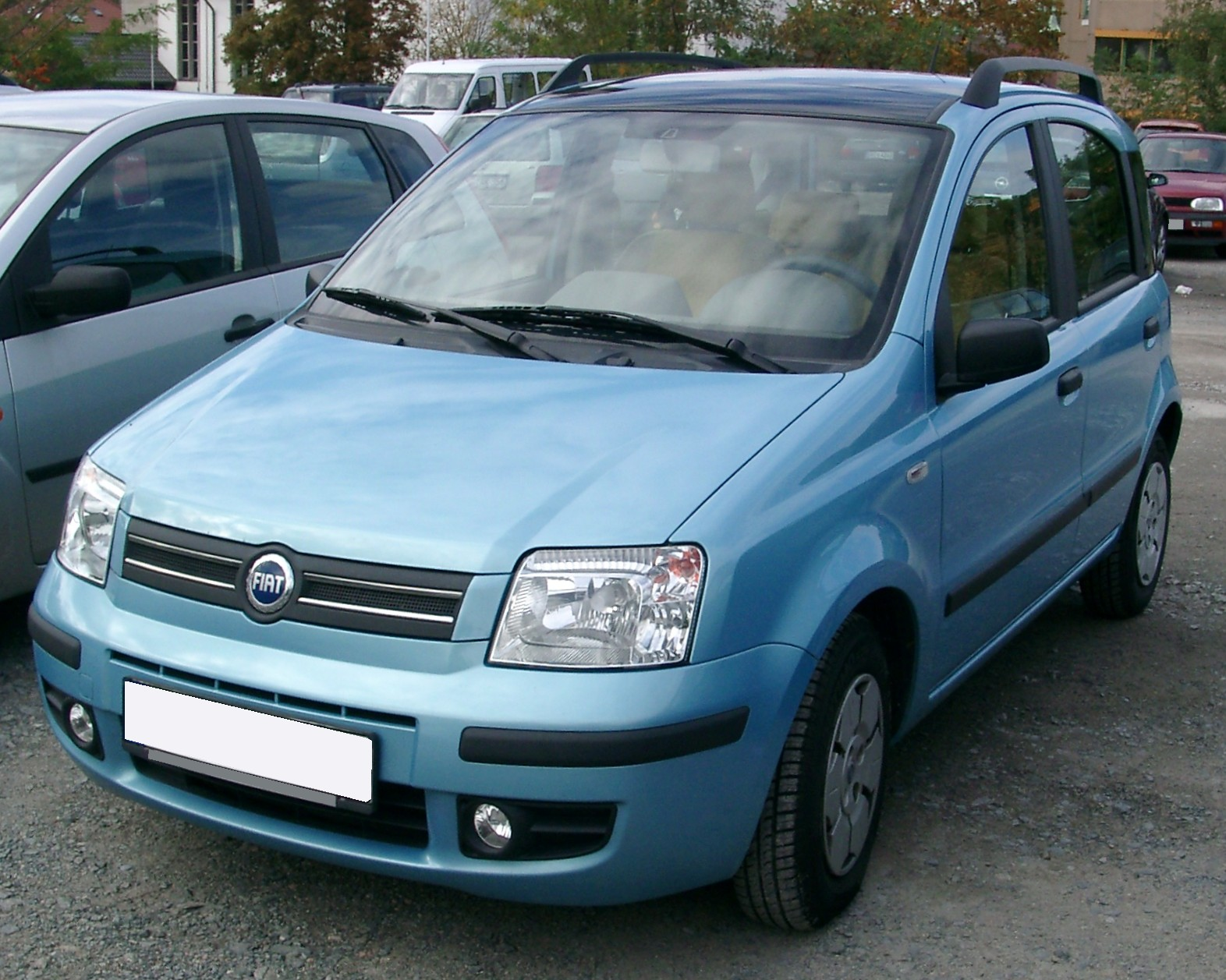
الجيل الثاني (2003–2012)

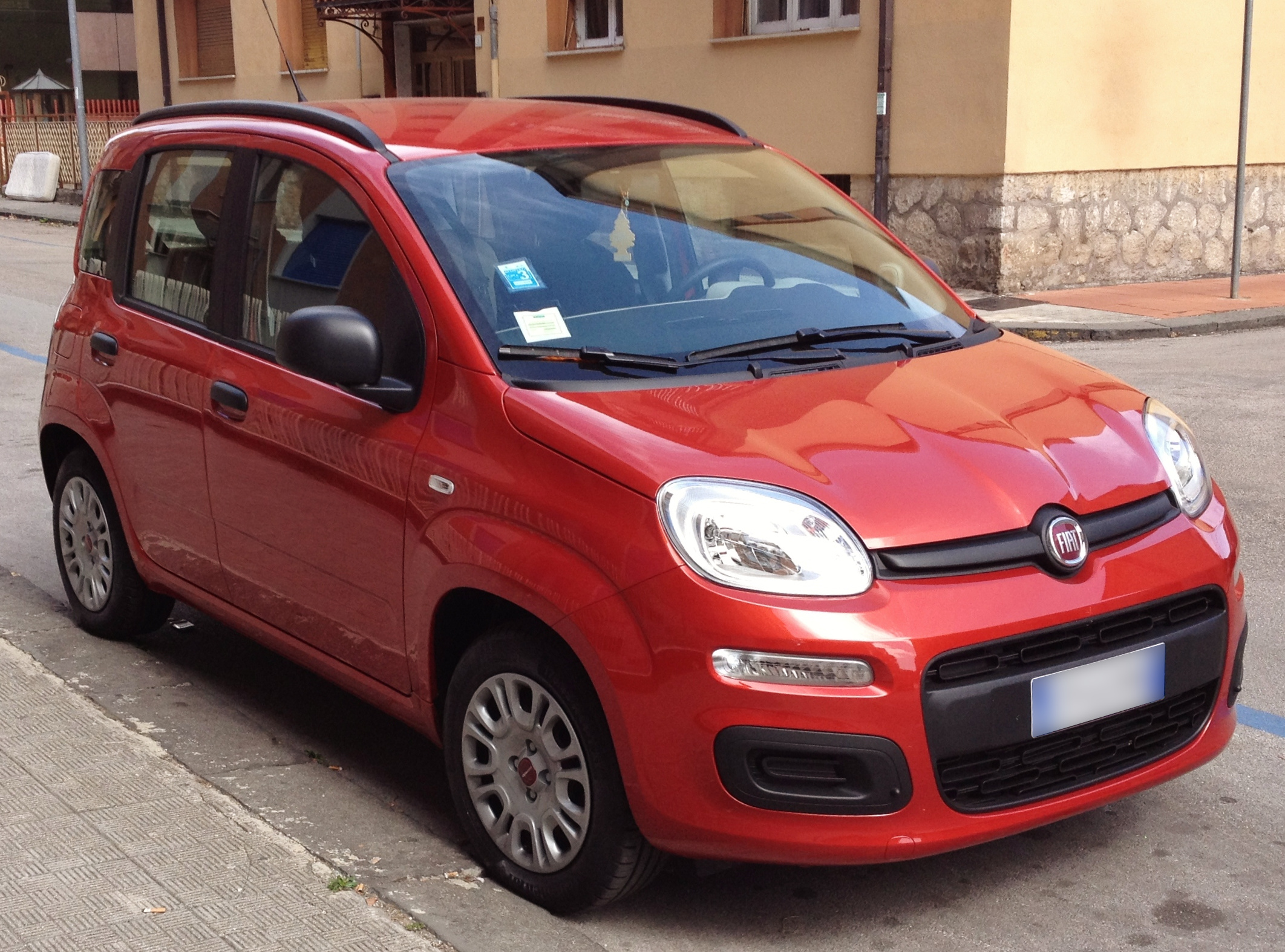
الجيل الثالث 2011

فيات باندا (بالإيطالية: Fiat Panda)‏ هي سلسلة من السيارات الصغيرة تنتجها شركة فيات الإيطالية بعدة اجيال بدأ تاريخ تصنيعها منذ سنة 1980 إلى الآن ولاقت نجاحا عالميا ولا تزال تسوق إلى الآن.

## تقليد صيني
في ديسمبر 2006 قامت شركة غريت وال الصينية بتصنيع سيارة بيري وهي نسخة مقلدة لسيارة باندا ما خلف ردود فعل مستاءة من الايطاليين الذين طالبو الشركة بالتوقف عن التقليد ورفعوا دعاوي عليها.